# Bromure de radium
Le bromure de radium est un composé chimique de formule RaBr2. Précipitant sous forme dihydratée depuis une solution aqueuse comme pour le bromure de baryum, la forme anhydre est obtenue par déshydratation dans l'air sec à 200 °C ou directement à partir de la réaction entre le chlorure de radium et le bromure d'hydrogène sec. Les cristaux de bromure de radium peuvent exploser sous l'effet de l'accumulation d'hélium dans la structure cristalline au cours de la désintégration du radium.

## Histoire
Après sa découverte par Pierre et Marie Curie en 1898 (sous forme de chlorure de radium), le radium a commencé à être isolé par les scientifiques à grande échelle, pour l'utiliser en curiethérapie. Le bromure de radium ou d'autres sels de radium étaient placés dans un petit tube qui était placé au contact ou à l'intérieur des tissus malades. De nombreux scientifiques ayant travaillé sur les usages du radium ont subi les effets de leur propre exposition à la radioactivité ; Pierre Curie s'est infligé une sévère brûlure à la peau en appliquant du radium directement sur son avant-bras, ce qui a causé une lésion cutanée. Des tests thérapeutiques ont été effectués pour différentes maladies de peau comme l'eczéma, le lichen plan ou le psoriasis, avant d'émettre l'hypothèse que le radium pouvait être utilisé dans le traitement du cancer.
Cependant, durant la même période, le radium a aussi gagné une grande popularité dans des méthodes pseudo-scientifiques, qui en faisaient un élément capable de « guérir » et de « revigorer » les cellules du corps humain et en retirer les substances toxiques. Le radium est devenu un remède prisé dans les années 1920, et les sels de radium, dont le bromure de radium, ont été incorporés à des aliments, des boissons, des vêtements, des jouets ou du dentifrice. Leurs fabricants s'appuyaient sur de nombreux journaux respectables qui publiaient au début des années 1900 que le radium ne représentait aucun risque pour la santé.
Le principal problème posé par l'explosion de l'intérêt pour le radium était la rareté du radium sur Terre. En 1913, l'Institut Curie disposait de 4 g de radium, ce qui représentait plus de la moitié des réserves mondiales de radium à cette époque. Des pays et des institutions partout dans le monde cherchaient à extraire autant de radium que possible, une tâche coûteuse en temps et en argent. En 1919, le magazine Science affirmait que les États-Unis avaient produit 55 g de radium depuis 1913, ce qui était plus de la moitié de la production mondiale de l'époque. La principale source de radium est la pechblende qui ne contient que 237 mg de radium par tonne d'octaoxyde de triuranium (U3O8) : il est donc difficile d'extraire de grandes quantités de radium. Le radium est donc devenu l'un des matériaux les plus chers du monde. En 1921, le magazine Time estimait le coût d'une tonne de radium à l'équivalent de 17 000 000 000 €, alors qu'une tonne d'or valait 208 000 € et une tonne de diamant 400 000 000 €.
Le bromure de radium est phosphorescent à température ambiante. Après la découverte de cette propriété, l'armée américaine a utilisé le bromure de radium pour fabriquer des montres et d'autres équipements lumineux pour les soldats. Le bromure de radium a également permis l'invention du spinthariscope, un appareil domestique devenu rapidement populaire.

## Propriétés
Le bromure de radium est un sel luminescent qui confère aussi à l'air qui l'entoure, même enfermé dans un tube, une lueur verte et brillante qui émet sur toutes les bandes du spectre de l'azote. C'est probablement l'effet des rayons alpha sur l'azote de l'air qui provoque cette luminescence. Le bromure de radium est très réactif, et il arrive que les cristaux explosent, en particulier quand ils sont chauffés. Des particules d'hélium dérivées des particules alpha s'accumulent dans les cristaux, ce qui peut provoquer leur rupture.
Le bromure de radium cristallise une fois séparé de sa solution aqueuse. Il forme un dihydrate similaire au bromure de baryum.

## Production
Le bromure de radium n'existe pas dans la nature. Pour extraire le radium de la pechblende ou d'autres minerais, la méthode la plus courante est la « méthode Curie », qui se fait en deux étapes principales. La première consiste à traiter le minerai avec un produit chimique pour extraire et concentrer le radium en tant que mélange de radium et de baryum. Le minerai est traité avec un sel de baryum et de l'acide sulfurique, qui rend l'uranium, le fer, le cuivre et d'autres composants du minerai solubles dans l'eau, et permet de les séparer. Il reste alors un résidu de gangue, de baryum, de radium et de sulfates de plomb. Le mélange est ensuite traité avec du chlorure de sodium et du carbonate de sodium, pour éliminer le plomb et convertir le baryum et le radium en carbonates insolubles dans l'acide chlorhydrique.
La seconde étape est une cristallisation fractionnée pour séparer le baryum et le radium. Les miscibilités du radium et du baryum avec le brome et le chlore étant différentes, ce sont ces deux éléments qui sont utilisés pour cette cristallisation fractionnée qui permet de séparer le radium et le baryum, pour obtenir une solution aqueuse de bromure de radium ou de chlorure de radium. Une fois le radium séparé, la solution aqueuse est déshydratée avec de l'air sec à 200°C pour obtenir des cristaux de bromure de radium. Il est également possible de chauffer le chlorure de radium et de le déshydrater ensuite avec du bromure d'hydrogène gazeux, mais cette méthode est plus dangereuse car le bromure d'hydrogène est toxique et corrosif.

## Dangers
Comme tous les composés de radium, le bromure de radium est très radioactif et toxique. Étant chimiquement similaire au calcium, le radium s'accumule dans les os et irradie la moelle osseuse, ce qui peut provoquer l'anémie, la leucémie, le sarcome ou d'autres cancers des os, des mutations génétiques, l'infertilité, des ulcères et des nécroses. Les symptômes de l'empoisonnement au radium peuvent mettre des années à se développer, et quand ils sont visibles, il est souvent trop tard pour les traiter efficacement. Le bromure de radium présente également un danger pour l'environnement à cause de sa grande solubilité dans l'eau, ce qui lui permet de s'accumuler et de causer des dégâts à long terme sur les organismes.
Le bromure de radium est très réactif et peut exploser si les cristaux sont chauffés ou secoués violemment. C'est dû en partie aux dégâts que les cristaux s'auto-infligent par leurs radiations alpha, qui affaiblissent leur structure.

## Utilisations
Les sels de radium comme le bromure ont été utilisés pour les premiers traitements du cancer par curiethérapie. Cependant, ils ont été largement abandonnés au profit de substances moins dangereuses comme le technétium ou le strontium 89. Le bromure de radium a aussi été utilisé comme peinture lumineuse, en particulier sur des montres, mais son utilisation a été abandonnée dans les années 1960-1970 au profit de produits moins dangereux comme le prométhium et le tritium.